# 新加坡郵輪中心

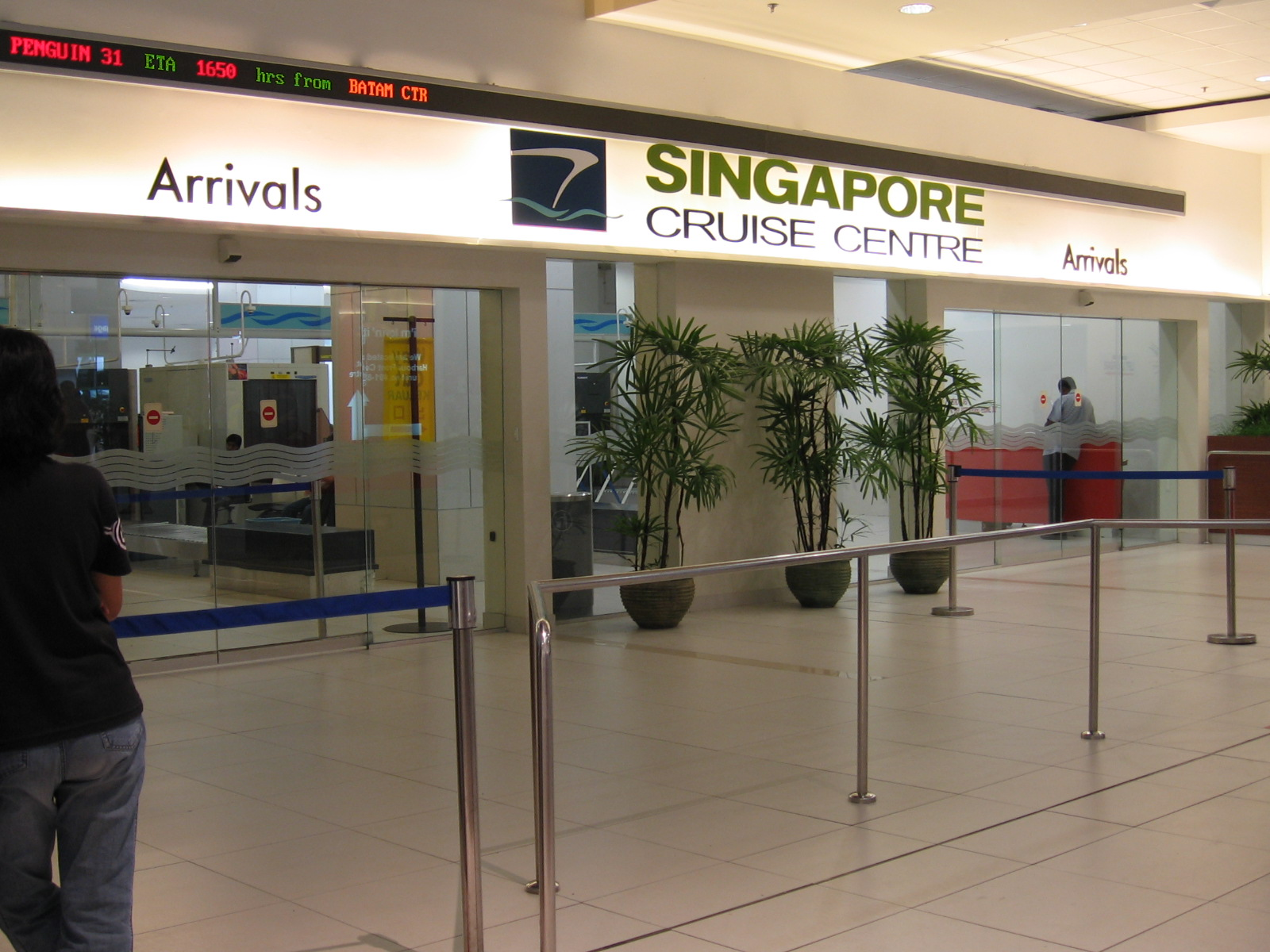
入境大廳

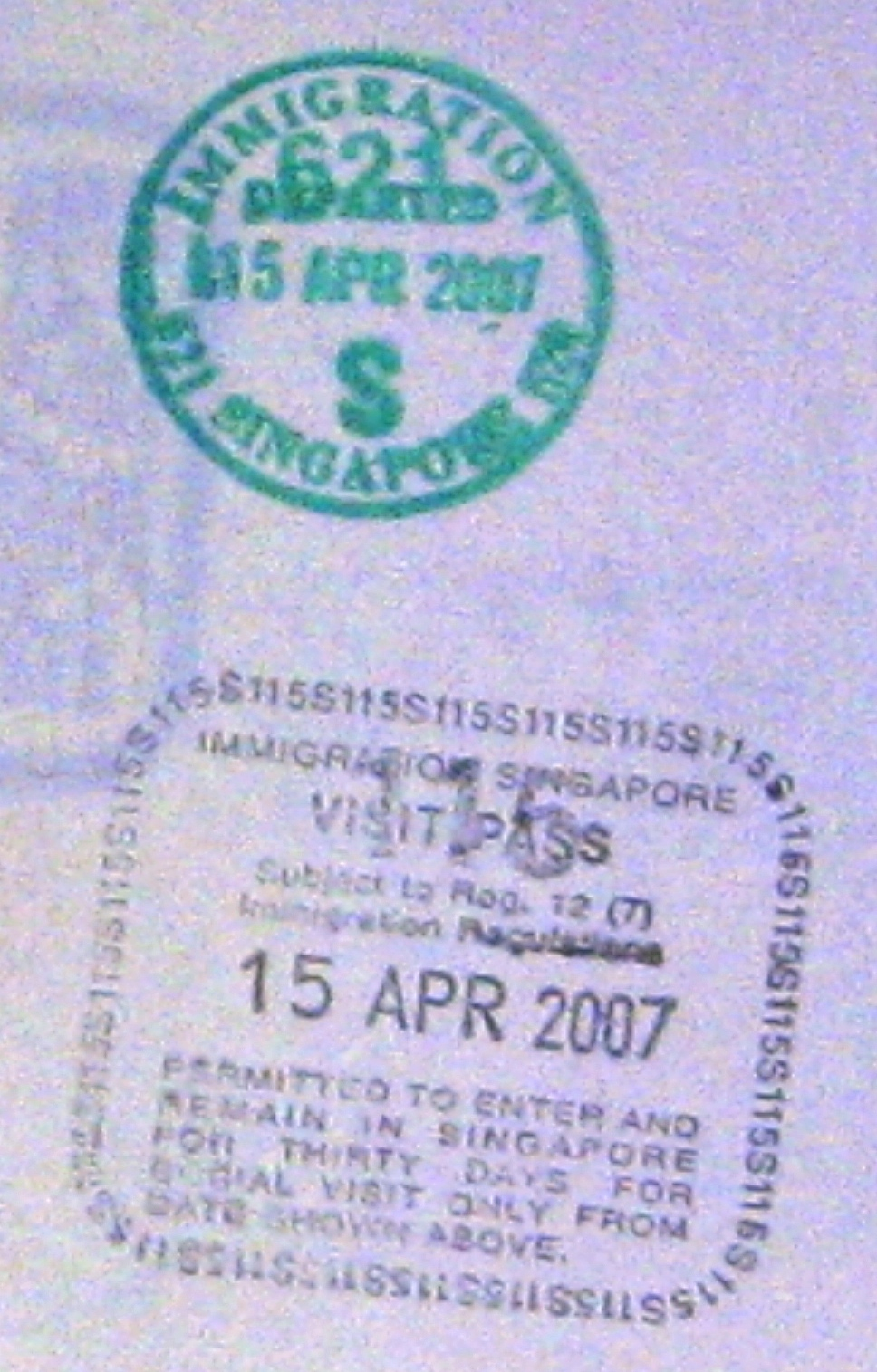
遊輪中心和渡輪碼頭的護照印章。

新加坡郵輪中心（英語：Singapore Cruise Centre，縮寫：SCC）、又稱港灣中心渡輪碼頭，是位於新加坡南部的郵輪碼頭，毗鄰港灣中心和吉寶港，靠近港灣地鐵站。

## 背景
新加坡郵輪中心由當時的新加坡港務局於1991年建造，並於1998年由新加坡港務局翻新，郵輪中心共設有兩個碼頭，即國際客運碼頭（IPT）和區域渡輪碼頭（RFT）。2003年4月1日，港務局剝離了其非核心業務，新加坡郵輪中心私人有限公司（SCC）接管了該中心的管理權。
此外，SCC還負責管理新加坡另外2個渡輪碼頭；丹那美拉渡輪碼頭（TMFT）和巴西班讓渡輪碼頭（PPFT）。SCC每年共服務超過700萬名郵輪和渡輪乘客，其中約95萬名為郵輪乘客。
2013年，新翔集團有限公司（SATS）計劃以1.1億新元收購新加坡郵輪中心。收購計劃於2014年被撤銷。
2016年，全資子公司新加坡郵輪中心旅遊服務私人有限公司（STS）成立，旨在激發前往與其終端網絡相連的目的地的旅行。STS是一家商對客（B2C）在線旅行社，通過其門戶網站 WOW Getaways 零售民丹島、巴淡島、卡里汶和新加坡的旅遊產品。

## 設施
港灣的區域碼頭有六個泊位，可供渡輪前往印度尼西亞巴淡島的各個港口，以及卡里汶群島的丹絨巴萊。
丹那美拉的碼頭有四個渡輪泊位，可提供前往印度尼西亞民丹島和巴淡島次要港口 Nongsapura 的渡輪。
巴西班讓的碼頭也有四個泊位，可通往新加坡的工業島毛廣島和實馬高島。
國際客運碼頭（IPT）處理國際遊輪，擁有310米和270米兩個泊位，限高52米。它的吃水深度為12米。它在2005年進行了升級，以改善其乘客處理設施，現可容納33艘國際遊輪。

## 擴張
港灣的現有碼頭於2008年進行了翻新，以優化可用空間的使用。整個2層為禁區，專供已通過移民和安檢的遊輪和渡輪乘客使用，內設零售和餐飲店。碼頭的重新配置使各流程更順暢。

## 獎項
- 《旅遊周刊》（亞洲） - 最佳港口獎 - 2016, 2017[4]